# Городилец
Городилец (укр. Городилець) — село в Ковельской городской общине Ковельского района Волынской области Украины.
До 2020 года входило в Турийский район.
Код КОАТУУ — 0725585602. Население по переписи 2001 года составляет 307 человек. Почтовый индекс — 44804. Телефонный код — 3363. Занимает площадь 1,646 км².